# Autografia
Autografia é um documentário português de 2004 dirigido por Miguel Gonçalves Mendes e produzido por JumpCut, sobre o pintor surrealista Mário Cesariny.
Recebeu o prémio de Melhor Documentário Português na edição 2004 do Doc Lisboa.